# Heather Goldenhersh
Heather Goldenhersh, född 26 mars 1973 i Chicago i Illinois, är en amerikansk skådespelerska.

## Uppväxt
Goldenhersh föddes i Chicago, Illinois, och växte därefter upp i Missouris näst största stad Saint Louis. Hon har berättat vid ett tillfälle, att hon är adopterat halvjudisk på sin fars sida, och grekisk-ortodox på sin mors sida. Hon var dessutom under många år fundamentalistisk kristen, men lämnade dock denna tro, när hon var i dryga tjugoårsåldern.

## Privatliv
Goldenhersh är gift den irländske skådespelaren Brían F. O'Byrne, med vilken hon har två döttrar.

## Filmografi (i urval)

### TV-serier
- 2000 – Sex and the City (TV-serie)
- 2003 – Law & Order: Criminal Intent (TV-serie)
- 2003 – Law Order: Special Victims Unit (TV-serie)
- 2006–2007 – The Class (TV-serie)
- 2016 – Modern Family (TV-serie)
- 2020 – The Alienist (TV-serie)

### Filmer
- 1996 – Goa gubbar
- 2001 – The Believer
- 2002 – Nicholas Nickleby
- 2003 – School of Rock
- 2004 – Köpmannen i Venedig
- 2004 – Kinsey
- 2006 – Wedding Daze
- 2008 – I spel och kärlek...
- 2008 – Horton (röst)
- 2016 – Hail, Caesar!